# گشتاور (فیلم)
گشتاور (انگلیسی: Torque) فیلمی در ژانر اکشن و مهیج به کارگردانی جوزف کان است که در سال ۲۰۰۴ منتشر شد.

## بازیگران
- آیس کیوب
- جاستینا ماچادو
- مونه مازور
- جیمی پرسلی
- ویل یان لی
- جی هرناندس
- ماکس بیسلی
- کریستینا میلان
- مت کلاوس
- ادام اسکات